# 阿奇·麦克唐纳
阿奇·麦克唐纳（英語：Archie MacDonald，1895年2月23日—1965年5月5日），英国男子摔跤运动员。他曾代表英国参加1920年和1924年夏季奥林匹克运动会摔跤比赛，其中1924年奥运会获得一枚铜牌。